# Municipio de Norwood Park
El municipio de Norwood Park (en inglés: Norwood Park Township) es un municipio ubicado en el condado de Cook en el estado estadounidense de Illinois. En el año 2010 tenía una población de 26385 habitantes y una densidad poblacional de 2.777,35 personas por km².

## Geografía
El municipio de Norwood Park se encuentra ubicado en las coordenadas 41°58′7″N 87°49′5″O / 41.96861, -87.81806. Según la Oficina del Censo de los Estados Unidos, el municipio tiene una superficie total de 9.5 km², de la cual 9.5 km² corresponden a tierra firme y (0%) 0 km² es agua.

## Demografía
Según el censo de 2010, había 26385 personas residiendo en el municipio de Norwood Park. La densidad de población era de 2.777,35 hab./km². De los 26385 habitantes, el municipio de Norwood Park estaba compuesto por el 90.11% blancos, el 0.46% eran afroamericanos, el 0.17% eran amerindios, el 4.94% eran asiáticos, el 0.02% eran isleños del Pacífico, el 2.8% eran de otras razas y el 1.5% pertenecían a dos o más razas. Del total de la población el 8.89% eran hispanos o latinos de cualquier raza.